# Andrew J. Viterbi
Andrew James Viterbi (geboren als Andrea Giacomo Viterbo, * 9. März 1935 in Bergamo) ist ein italienisch-US-amerikanischer Elektroingenieur und Informatiker. 1967 erfand er den Viterbi-Algorithmus, den er sich damals auf Anraten eines Rechtsanwalts nicht patentieren ließ und der heute vielfach z. B. im Mobilfunk verwendet wird.

## Leben und Werk
Viterbi emigrierte mit seinen Eltern als Jude 1939 in die USA, besuchte die Schule in Boston und studierte dann ab 1952 Elektrotechnik am Massachusetts Institute of Technology, wo er 1957 seinen Master-Abschluss machte.
Anschließend arbeitete er bei Raytheon und am Jet Propulsion Laboratory an Raketen- und Satellitensteuerungen über Telemetrie. Daneben promovierte er 1962 an der University of Southern California. Ab 1963 war er Assistant Professor an der University of California at Los Angeles (UCLA).
1967 schlug er den Viterbi-Algorithmus zur Decodierung von Faltungs-Codes in verrauschten Kanälen vor. Später fand dieser unter anderem Anwendung bei Hidden-Markov-Modellen.
1969 gründete er zusammen mit seinen Professoren-Kollegen Leonard Kleinrock von der UCLA und Irving M. Jacobs von der UCSD die Firma Linkabit in San Diego, die Kommunikationstechnologie für das US-Militär entwickelte (Vorläufer der heutigen WANs). 1973 wechselte Viterbi ganz zu Linkabit. 1980 wurde Linkabit von M/A COM in Burlington (Massachusetts) übernommen, die unter anderem digitale Modems für VSATs sowie Verschlüsselung für Pay-TV entwickelten.
1985 veräußerten Viterbi und Jacobs M/A COM in einzelnen Teilen weiter und gründeten stattdessen Qualcomm. Die neue Firma entwickelte Satellitenkommunikation für Lastwagen (OmniTRACS) mit CDMA-Technologien, die später auch im Mobilfunk benutzt wurden. 2000 zog Viterbi sich aus der Leitung von Qualcomm zurück.
In den 2000er Jahren war er Präsident der Technologie-Finanzierungsgesellschaft The Viterbi Group.

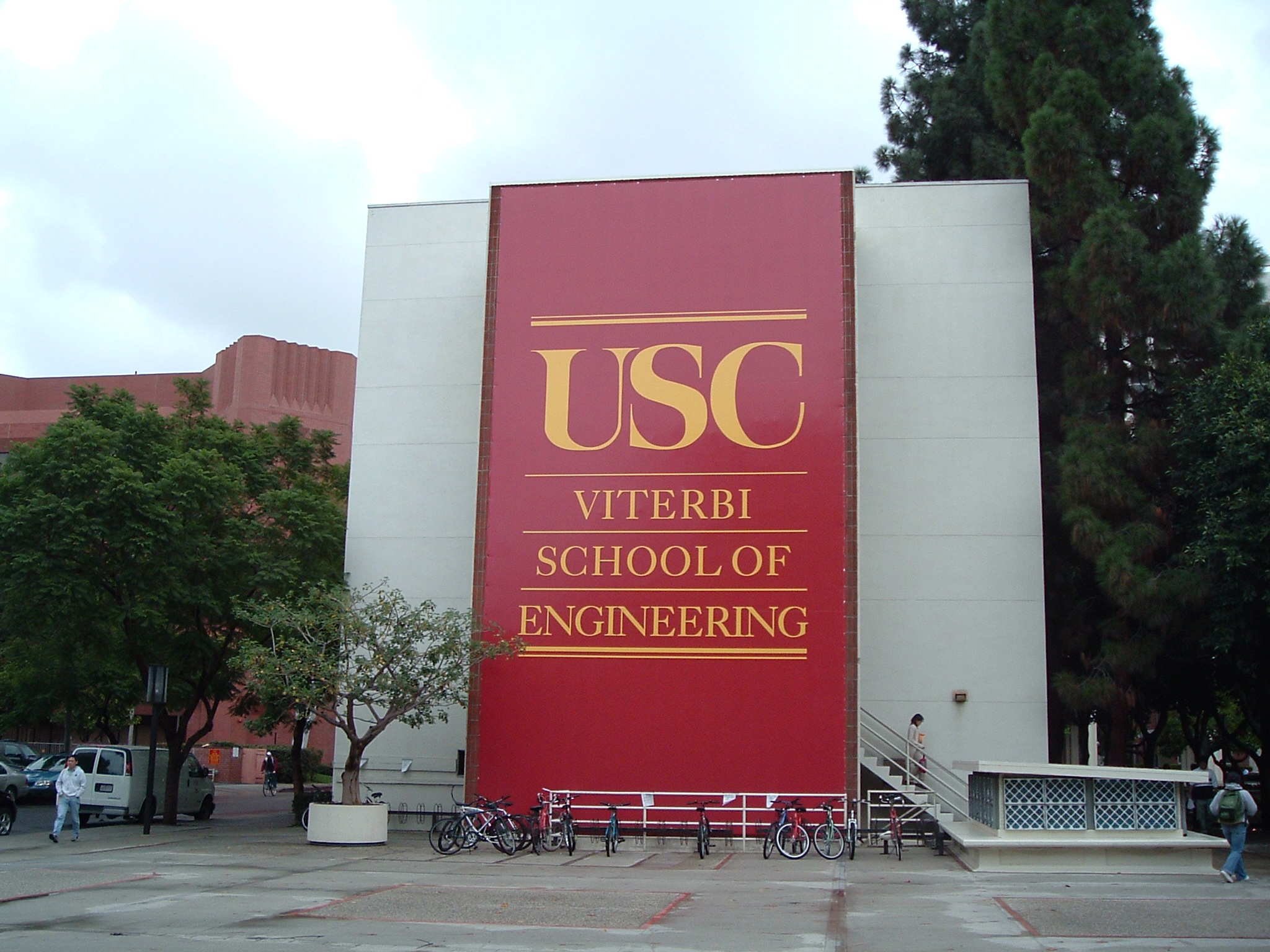
Viterbi School of Engineering

Nachdem er der Ingenieursfakultät der University of Southern California 52 Millionen Dollar gespendet hatte, wurde diese 2004 in Erna and Andrew Viterbi School of Engineering umbenannt.
Viterbi sitzt im Verwaltungsrat des Scripps Institute und der University of Southern California.
Mit seiner Frau Erna Finci hat er drei Kinder.

## Auszeichnungen
Seit 2001 ist Viterbi gewähltes Mitglied der American Academy of Arts and Sciences, seit 1996 der National Academy of Sciences. Für den Viterbi-Algorithmus und seine Beiträge zur CDMA-Technologie erhielt er 2005 die Benjamin Franklin Medal und 2008 die National Medal of Science. Außerdem erhielt er die IEEE Medal of Honor und die IEEE Alexander Graham Bell Medal. Für 2016 wurde ihm der Charles-Stark-Draper-Preis zugesprochen.

## Schriften
- Principles of coherent communication, McGraw Hill 1966
- mit Jim Omura: Principles of Digital Communication and Coding, McGraw Hill 1979, Dover 2009
- CDMA: principles of spread spectrum communication, Addison-Wesley 1995